# Smörgåsrån
Smörgåsrån är en typ av vetekex som tillverkats sedan 1935 av Göteborgs Kex AB i Kungälv utanför Göteborg.
Kexen är formade till avlånga rån med ca 5 cm bredd, 10 cm längd och ett par millimeters tjocklek. Kexen är bakade utan tillsatt socker och är neutrala i smaken, vilket gör att de passar med många sorters salta och söta pålägg som ost, marmelad eller jordnötssmör.
Kexen förekommer även i en variant som är bakad av fullkornsvetemjöl.